# Bilabiale flap
De bilabiale flap is een vrij zeldzame niet-rhotische flap. Het is meestal (mogelijk zelfs in alle gevallen) een allofoon van de labiodentale flap.
De klank kende lange tijd geen officieel symbool in het Internationaal Fonetisch Alfabet. Vaak werd daarom het extra-korte diakritisch teken [w̆] gebruikt. In 2005 werd echter besloten om de klank een eigen symbool te geven. Dit werd het symbool voor de labiodentale flap, voorzien van een geavanceerd diakritisch teken: ⱱ̟
Deze pagina bevat fonetische informatie in het IPA, die in sommige browsers mogelijk niet correct wordt weergegeven.
Waar symbolen in paren voorkomen, vertegenwoordigt het rechter teken een stemhebbende medeklinker. Gearceerde gebieden bevatten medeklinkers die worden beschouwd als onuitspreekbaar.
Zie ook: IPA, Klinkers